# Милк (река)

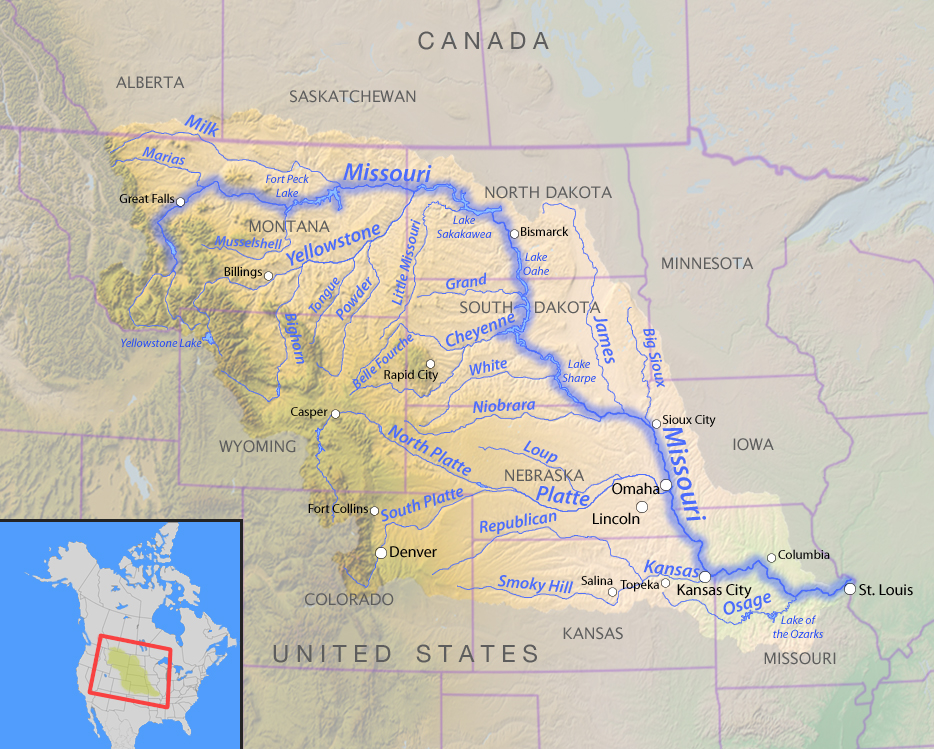
Милк на карте бассейна Миссури

Милк (англ. Milk River; ассинибойн Asą́bi wakpá, Wakpá jukʾána) — река в северной части штата Монтана, США и в южной части провинции Альберта, Канада. Третий по протяжённости приток реки Миссури. Длина составляет 1173 км; площадь бассейна — 61 642 км².

## Этимология
Река была названа Молочной Мериуэером Льюисом за беловатый оттенок воды. Черноногие же называли реку Малая река.

## Общие сведения
Берёт начало в Скалистых горах, в округе Глейшер, штат Монтана, в 34 км к северу от города Броунинг, как слияние верховий Мидл-Форк (32 км) и Саут-Форк (48 км). Течёт сначала в северо-восточном направлении, пересекает государственную границу с Канадой, отклоняется на восток и течёт вдоль северной оконечности холмов Суитграсс. Протекает через городок Милк-Ривер и через провинциальный парк Райтинг-он-Стоун, затем поворачивает на юго-восток и вновь возвращается на территорию Монтаны, где на реке построена плотина Фресно. Милк снова течёт в восточном направлении вдоль северной границы резервации Форт-Белкнап. Вблизи города Молта река резко поворачивает на север, а затем течёт на юго-восток. Впадает в Миссури в 8 км ниже плотины Форт-Пек.